# Der Adler (1838–1843)
Der Adler war eine österreichische Tageszeitung, die das erste Mal im Jänner 1838 und das letzte Mal im Dezember 1843 in Wien unregelmäßig erschien.
Der Adler kam werktags heraus, insgesamt gab es über die Jahre 305 Ausgaben. Herausgeber und Chefredakteur war der Geograph und Schriftsteller Anton Johann Gross-Hoffinger. Im Lauf der Zeit trug Der Adler verschiedene Titelzusätze, nämlich allgemeine Welt- und National-Chronik oder Unterhaltungsblatt, Literatur- und Kunstzeitung für die österreichischen Staaten und ab dem Jänner 1843 Zeitschrift von A. J. Groß-Hoffinger. Als Fortsetzung gab Gross-Hoffinger ab 1844 die Zeitung Vindobona heraus, die allerdings bereits im Mai desselben Jahres wegen mangelndem Erfolg wieder eingestellt werden musste.